# Świnka (Tatry)
Świnka (słow. Svinka, niem. Swinka, Schweinekuppe, węg. Svinka, Szvinka) – rozłożysty masyw o wysokości 2163 lub 2162 m, znajdujący się w górnej części Bździochowej Grani w słowackich Tatrach Wysokich. Od masywu Kołowego Szczytu na południowym wschodzie w grani głównej oddzielony jest trzema przełączkami: Zadnią Świnkową Szczerbiną, Wyżnią Bździochową Bramą i Skrajną Świnkową Szczerbiną, a od Bździochowej Kopy na północnym zachodzie – siodłem Pośredniej Bździochowej Bramy.

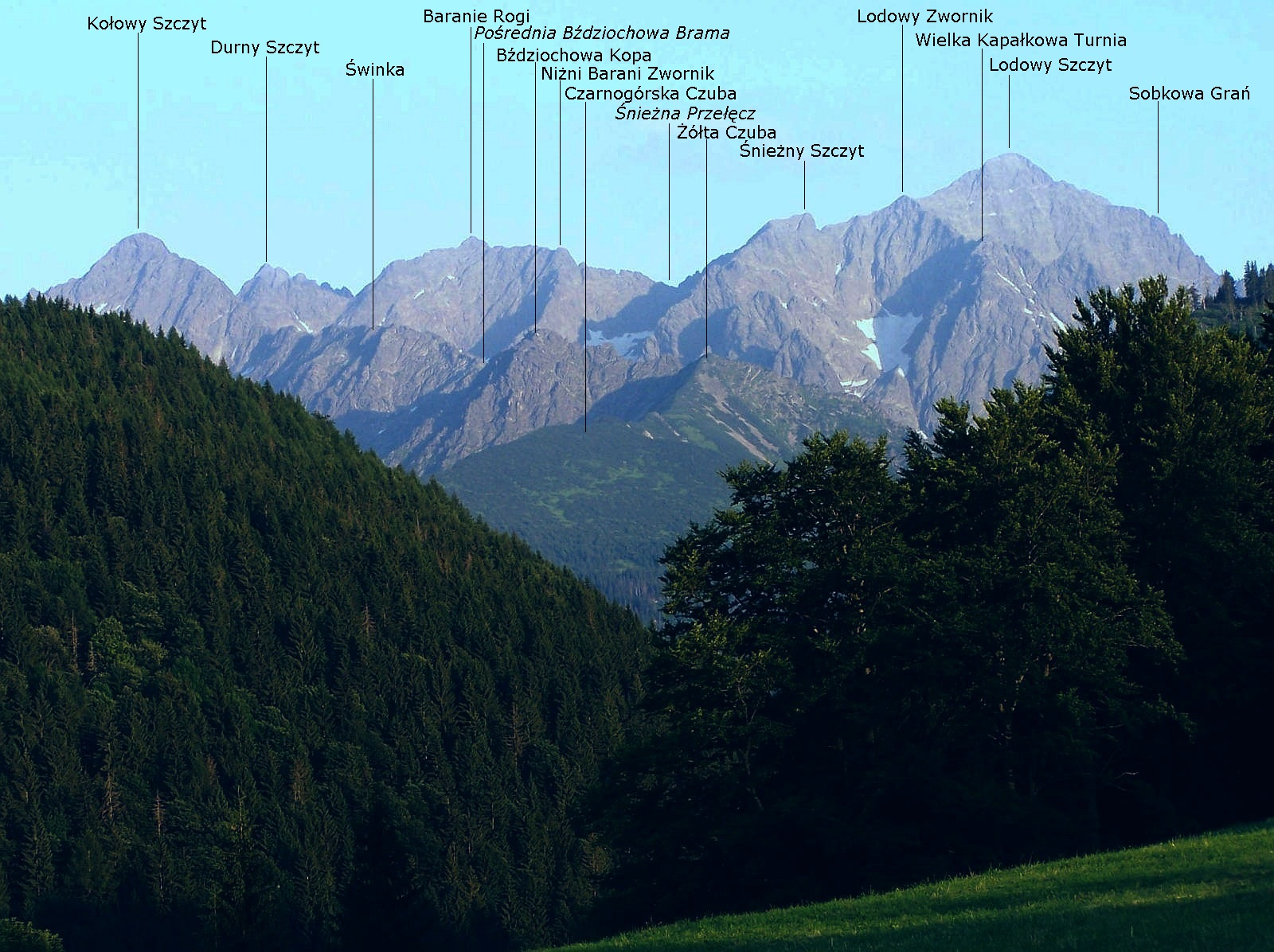
Świnka wśród podpisanych obiektów

Stoki południowo-zachodnie opadają ze Świnki do górnego piętra Doliny Czarnej Jaworowej. Znajduje się w nich wiele turniczek, samo zbocze jest trawiasto-skaliste i niezbyt strome. W przeciwną stronę, do Doliny Kołowej, Świnka opada trzema ścianami, niezbyt dokładnie od siebie odgraniczonymi – północno-zachodnią, północną i północno-wschodnią. Dwie pierwsze mają wysokość ok. 500 m, trzecia jest niższa (ok. 350 m). Ściana północno-zachodnia spada z zachodniej grani Świnki do żlebu pod Pośrednią Bździochową Bramą i piargów powyżej Kołowego Stawu, ściana północna zbiega wprost ku temu stawowi. Biegnie przez nią ogromna depresja, po której lewej stronie wyrasta wielki skalny filar. Ściana północno-wschodnia wznosi się ponad Bździochową Kotliną.
Na wierzchołek Świnki, podobnie jak w przypadku innych obiektów w Bździochowej Grani, nie prowadzą żadne znakowane szlaki turystyczne. Najdogodniejsza droga dla taterników wiedzie na szczyt granią z Pośredniej Bździochowej Bramy. Wejście ścianą północną jest częściowo nadzwyczaj trudne (V w skali UIAA).
Nazwa Świnka pochodzi najprawdopodobniej od szerokich, rozłożystych kształtów tego masywu. Ivan Bohuš pisał, że Wyżnia Bździochowa Brama nosiła dawniej nazwę vyšná smradľavcova brána (wyżnia śmierdzielowa brama), która została przekształcona przez purystów językowych, mających duży wpływ na końcowe kształty wielu tatrzańskich określeń. Nazwa Świnki mogłaby zatem mieć podobne pochodzenie.
Pierwsze wejścia turystyczne:
- letnie – Antoni Jakubski, Adam Konopczyński i Stanisław Szulakiewicz, 13 sierpnia 1908 r.,
- zimowe – Lubomír Šrámek, Zdeněk Záboj i Václav Zachoval, 31 marca 1948 r.[4]

Prawdopodobnie wcześniej na szczycie byli w drugiej połowie XIX wieku kartografowie.